# Futaba Channel
Futaba Channel (jap. ふたば(双葉)☆ちゃんねる Futaba Channeru, deutsch ‚Zweiblatt‐Kanal‘), auch Futaba oder 2chan, ist ein japanisches Imageboard. Außerhalb Japans ist es in erster Linie dafür bekannt, als ursprüngliches Vorbild für das englischsprachige Imageboard 4chan gedient zu haben. Im Dezember 2021 verfügte Futaba Channel über 108 (Sub-)Boards zu einer großen Vielfalt an verschiedenen Themen.

## Geschichte
Im August 2001 stand das populäre japanische Textboard 2channel kurz vor der Schließung. Unbekannte Personen richteten daraufhin eine alternative Seite namens 2chan ein um eine Ausweichmöglichkeit zu bieten, sollte 2channel tatsächlich untergehen. Zu Anfang war 2chan ebenfalls ein Textboard, führte jedoch schon kurze Zeit nach seiner Gründung die Möglichkeit ein, Bilder mit Posts zu verbinden. Die Schließung 2channels wurde letztlich abgewendet, doch Futaba Channel blieb weiterhin ebenfalls bestehen. Seitdem hat die Seite sich unabhängig von 2channel entwickelt und hat heute eine eigene Nutzerbasis und Kultur.
Im Oktober 2003 gründete der Amerikaner Christopher Poole die Seite 4chan, deren Funktionsprinzip größtenteils von Futaba Channel übernommen wurde.

## Funktionsweise

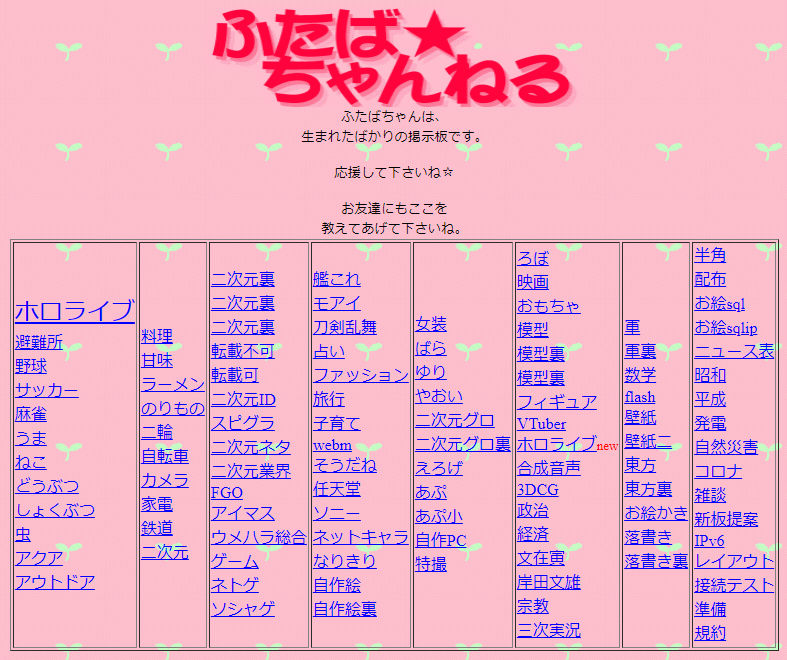
Hauptseite von Futaba Channel / 2chan im November 2021 mit Übersicht der zu diesem Zeitpunkt verfügbaren Boards

### Grundkonzept
Die Struktur der Seite ist sehr ähnlich zum Vorbild 2channel. So ist sie eingeteilt in eine große Zahl an Subforen die jeweils einem Thema zugeteilt sind. Diese Themen decken alles von Anime über Videospiele, Essen, Sport und Politik bis zu Nuklearenergie ab. Posts werden auf jedem Board einzeln durchnummeriert und durch diese Nummer identifiziert.
Die Nutzer der Seite posten standardmäßig anonymisiert – als Name wird dann 名無し Nanashi, deutsch ‚Namenlos‘ angezeigt –, haben aber die Möglichkeit einen Namen und eine E‐Mail‐Adresse anzugeben. Außerdem wird ein Teil der IP‐Adresse gezeigt.

### Technisches
Der Quellcode zu Futaba Channel steht auf der Website frei zum Download zur Verfügung. Er ist eine modifizierte Version des Quellcodes von GazouBBS, der Software hinter 2channel.